# Francisco Repetto Milán
Francisco Repetto Milán fue un abogado y maestro mexicano que se desempeñó como rector de la Universidad de Yucatán (ahora Universidad Autónoma de Yucatán) por 16 años. Nació en el puerto de Progreso, Yucatán, el 10 de marzo de 1916 y murió en Mérida el 2 de enero de 1999. Fue hijo del matrimonio formado por el capitán de marina Venancio Repetto Azcúe y doña Carmen Milán Nicoli.

## Formación académica
Cursó la primaria en la escuela Filemón Villafaña Farfán del puerto de Progreso y el bachillerato y carrera de abogado en la Universidad Nacional del Sureste, titulándose en julio de 1939 con la tesis Principales Diferencias entre el Código Penal y el de Defensa Social que lo abrogó.

## Trayectoria profesional
Ejerció como postulante e ingresó al cuerpo docente de la Universidad de Yucatán (UDY) en 1942. Fue catedrático de Lógica y Filosofía e impartió clases de Psicología. Fue además autor de un texto de historia de la filosofía.
En 1946 asumió la Secretaría de la Escuela Preparatoria y en 1954 fue nombrado Secretario General de la Universidad.
Fue rector de la Universidad de Yucatán entre el 25 de febrero de 1955, tras el fallecimiento de su predecesor Dr. Eduardo Urzaiz Rodríguez, y el 6 de julio de 1971, el período más largo en la historia de dicha Universidad.
Durante su gestión como rector de la UDY se llevó a cabo la instauración del plan de Estudios de Bachillerato a tres años (1955), la fundación de las escuelas de Comercio y Administración (1962), Matemáticas (1963), Medicina Veterinaria y Zootecnia (1970) y de Ciencias Antropológicas (1970), la construcción de los edificios de las escuelas preparatoria, de Química e Ingeniería Civil y el campo deportivo universitario en los terrenos del campo de aviación municipal Alfonso Garibaldi (1959-1964), aparte de la inauguración de los edificios del Teatro Universitario y la Facultad de Jurisprudencia, el depósito de libros de la biblioteca central, la cancha universitaria y el gimnasio reacondicionado y la fundación de Radio Universidad de Yucatán (XERUY) en 1966.
Ocupó el cargo de presidente de la Asociación Nacional de Universidades e Instituciones de Educación Superior (ANUIES) de 1961 hasta 1963.
Fue senador suplente entre 1970 a 1976 y ocupó el cargo de magistrado del Tribunal Superior de Justicia del Estado y, una vez concluida su gestión, siguió laborando como proyectista de resoluciones de dicho tribunal.

## Reconocimientos
En 1989, recibió la medalla Héctor Victoria Aguilar, galardón otorgado por el Congreso del Estado de Yucatán.
El 4 de enero de 1999, dos días después de su fallecimiento, el gobernador de Yucatán, Víctor Cervera Pacheco, creó el Fondo Francisco Repetto Milán, con un monto inicial de 3 millones de pesos, con el fin de abrir oportunidades de estudio para la juventud yucateca de escasos recursos.

## Obra
- Plática sobre Orientación Vocacional (1957)
- Algunos Aspectos del Liberalismo en la Educación Nacional (1957)
- Juárez y la Educación Nacional (1958)
- La Alta Misión Social de la Universidad (1958)
- Ausencia de Alfonso Reyes (1960)
- En torno del Bachillerato (1961)
- Solidaridad Universitaria en torno a la Educación Nacional (1962)
- Discurso Inaugural de la Primera Mesa Redonda de Literatura Yucateca (1967)
- Reforma Educativa a Nivel Universitario (1971)